# Wiz Khalifa
Cameron Jibril Thomaz művésznevén Wiz Khalifa (Minot, Észak-Dakota USA, 1987. szeptember 8.) amerikai rapper, dalszövegíró. Az első albuma a Show and Prove 2006-ban jelent meg, majd 2007-ben leszerződött a Warner Bros. Recordshoz. Eurodance stílusú száma a Say Yeah felkerült a Rhytmic Top 40 és a Hot Rap Track toplistáira 2008-ban. Khalifa és a Warner Bros. megjelentette a második albumát a Deal or No Deal-t , 2009 novemberében. A 2010 áprilisában megjelent mixtape-je a Kush and Orange Juice ingyenesen letölthető volt, majd a megjelenés után aláírt az Atlantic Recodshoz. Szintén ismert még az első számról amit az Atlantic Recordsnál jelentetett meg, a Black and Yellow-ról amely az első helyezést érte el a Billboard Hot 100-as listáján. Az első albuma az Atlanticnál a Rolling Papers 2011. március 29-én jelent meg. Következő albuma a 2012. december 4-én kiadott O.N.I.F.C. , melyen többek között a "Work Hard, Play Hard" és a "Remember You" is szerepel. Wiz ötödik albuma, a Blacc Hollywood, 2014. augusztus 18-án jelent meg.

## A kezdetek
A hadseregben dolgozó szülei elváltak amikor Khalifa 3 éves volt. A szülők hadseregben való részvétele miatt gyakran kellett költöznie. Élt többek között: Angliában, Németországban és Japánban mielőtt letelepedett Pittsburghben.
A művészneve „Khalifa” az arab eredetű, a khalifa szó örököst, jelent az arab nyelvben. A Wiz szó pedig a „wisdom” angol szóból ered, jelentése bölcsesség.

## A korai évek
A Rostrum Records elnöke, Benjy Grinberg 2004-ben hallott először Wiz Khalifáról: „egyből tudtam hogy egy csiszolatlan gyémánttal van dolgom amiből, némi tisztítással és irányítással valami igazán különlegeset tudunk kihozni”. 2005-ben megjelent az első mixtape-e Prince of the City: Welcome to Pistolvania ami később egyenes úton vezetett az első albumához a Show and Prove-hoz (2006). A Rolling Stone magazin a 2006-os év „legjobb előadásmód”-ot nyújtó zenészének választotta.

## Deal or No Deal
Wiz Khalifa 2008-ban megalapította a Taylor Gang Recordsot a saját lemezkiadóját. 2009. november 24-én megjelent a második albuma a Deal or No Deal. Ez volt az első albuma amelyben elkezdte bevezetni az egyedülálló dallomos stílusát ahol ügyesen keveri az éneklést a rappeléssel.

## Az Atlantic Records
Khalifa a 2010. július 30-án adott interjúban megerősítette, hogy az Atlantic Recordshoz szerződött.
Az első száma az Atlanticnál a Black and Yellow hatalmas népszerűségre tett szert, a Billboard Hot 100-as listáján elérte az első helyet. 2011. március 29-én megjelent a Rolling Papers melyből Amerikában az első héten 197 000 darabot adtak el. Wiz Khalifát ezután jelölték az MTV European Music Awards-on a legjobb új előadó kategóriában.

## Taylor Gang
A Taylor Gang egy csapat, amit Wiz alapított, Taylor, mert a tagjai mindannyian Wiz középiskolai barátai és mindannyian a Taylor Allderdice nevű középiskolába jártak Pittsburgh-ben. Mostanra már pár olyan rapper is csatlakozott a Taylor Gang-hez, akik nem Pittsburghiek és nem oda jártak középiskolába.

## Magánélete
Amber Rose-zal 2011-ben találkozott. 2012. március 1-jén jegyezte el, egy évvel később, 2013. július 8-án pedig összeházasodtak. Egy fiuk született. 2014. szeptember 24-én bejelentették válásukat.

## Albumok
- Show and Prove (2006)
- Deal or No Deal (2009)
- Rolling Papers (2011)
- O.N.I.F.C. (2012)
- Blacc Hollywood (2014)
- Khalifa (2016)
- Laugh Now, Fly Later (2017)
- Rolling Papers 2 (2018)[4]

## Filmei
- 2012: Mac & Devin Go to High Schoo]
- 2019: Dickinson(wd) (3 episód)